# 野田市立第一中学校
野田市立第一中学校（のだしりつだいいちちゅうがっこう）は、千葉県野田市の中央地区にある公立中学校。通称は、「一中」　(いっちゅう)。

## 概要

### 沿革
- 1947年5月10日 - 学制改革により、野田市立野田中学校として発脚。
  - 11月10日 - PTAを結成。第一回の総会を開く。
- 1949年6月18日 - 校舎竣工式を挙行。木造校舎平屋建4棟を建設。
- 1950年3月10日 - 校歌と校旗の制定。
  - 5月3日 - 旧野田町・旭村・梅郷村・七福村が町村合併の結果、市制施行、校名を「野田市立中央中学校」と改称する。
- 1951年4月1日 - 野田市立第二中学校を新設。校名を「野田市立第一中学校」と改称する。
- 1963年1月16日 - 現在の鉄筋コンクリート校舎の竣工式を行う。
- 1964年7月8日 - 那覇市立那覇中学校との第一回の交歓会を開催。
- 1972年3月31日 - 25mプール完成。
  - 7月19日 - 鉄筋3階建特別教室の増築、校舎の落成式典を挙行する。
- 1980年1月26日 - 体育館落成式典を挙行する。
- 1990年9月15日 - 三期会（昭和25年3月卒業生）より校旗が贈られた。
- 1997年3月1日 - 武道場落成式典開催。
  - 11月15日 - 創立50周年記念式典開催。
- 2009年8月31日 - 教室棟耐震工事完了。
- 2010年8月31日 - 特別棟耐震工事完了。

## 学校教育目標
「たくましく品位ある一中生」〜自立と貢献〜
1. 共に学び学力を高める生徒（学力向上）
2. 仲間と共に生きる生徒（心づくり）
3. 健康の保持増進を図る生徒（健康づくり）

## 主な行事
- 4月 - 始業式・入学式・新入生歓迎会
- 5月 - 運動部市内大会・生徒総会
- 6月 - 市内陸上大会・職場体験学習（2年）・1年生校外学習
- 7月 - 運動部葛北大会・夏季休業
- 8月 - 実力テスト（3年）
- 9月 - 生徒会選挙・葛北英語スピーチ大会・運動会
- 10月 - 前期終業式・後期始業式・市内音楽会・東葛駅伝大会・校内音楽発表会
- 11月 - 市内弁論大会
- 12月 - 冬季休業
- 1月 - 校内席書大会・スキースクール（2年）
- 2月 - 新入生保護者説明会
- 3月 - 三年生を送る会・卒業式・修了式・春季休業

## 部活動

### 運動部
- 女子バレーボール部
- 陸上部
- 駅伝部
- サッカー部(男子)
- 野球部(男子)
- バスケットボール部(男・女)
- ソフトテニス部(男・女)
- 卓球部
- ソフトボール部(女子)
- 柔道部
- レスリング部
- 剣道部

### 文化部
- 吹奏楽部
- 美術部
- 科学部
- ボランティア手芸部

## 生徒数・学級数・校長
- 生徒数 - 756名（2019年4月1日現在）
  - 1年 260名
  - 2年 243名
  - 3年 241名
  - 特別支援学級 12名
- 学級数 - 25学級（2024年度）
  - 1年 6クラス
  - 2年 7クラス
  - 3年 6クラス
  - 特別支援学級（学年混成） 2クラス
- 校長 大保一成